# Dirk Johannes Metske

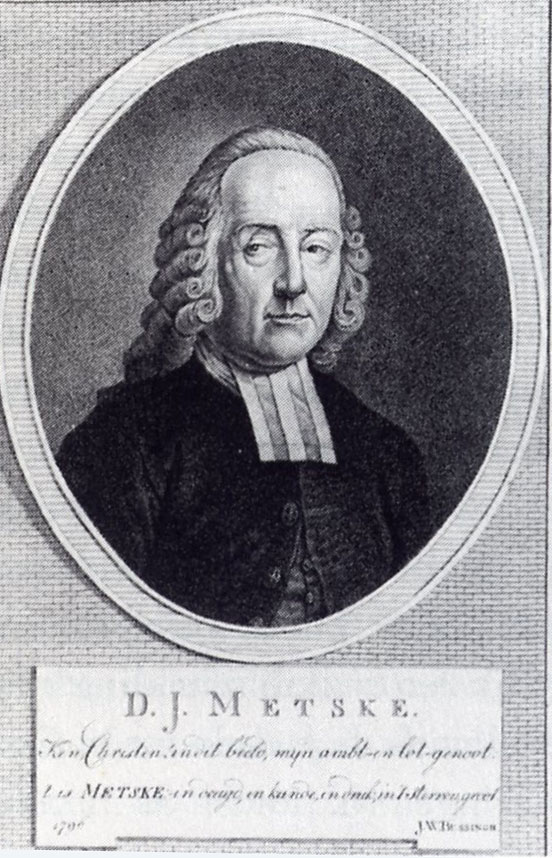
Dirk Johannes Metske (1733-1795) gravure uit 1796 door Hendrik Roosing naar een schilderij van A. van den Berg

Dirk Johannes Metske (Nederlands-Indië, 1733 - 12 november 1795) was een predikant van de Nederduitsch Gereformeerde Kerk  te Gouda en een vurig orangist.

## Leven en werk
Metske studeerde theologie aan de Universiteit Leiden en deed op 27 november 1763 intrede als predikant in Heinenoord. Op 15 november 1767 werd hij bevestigd als predikant te Gouda. In Gouda kwam hij al snel in conflict met de regenten van de stad. In zijn preken verzette hij zich met kracht tegen de uitspattingen op de Goudse kermis. Dit wekte zoveel ergernis bij de magistraat, die de preken als een aanval op het stadsbestuur beschouwde, dat het traktement van de predikant voor onbepaalde tijd werd ingetrokken. De kwestie liep zo hoog op dat zelfs stadhouder Willem V zich met de zaak ging bemoeien. Deze bemoeienis was weer tegen het zere been van de betrokken Goudse regenten. De maatregel tegen Metske werd echter wel in 1772 ingetrokken.

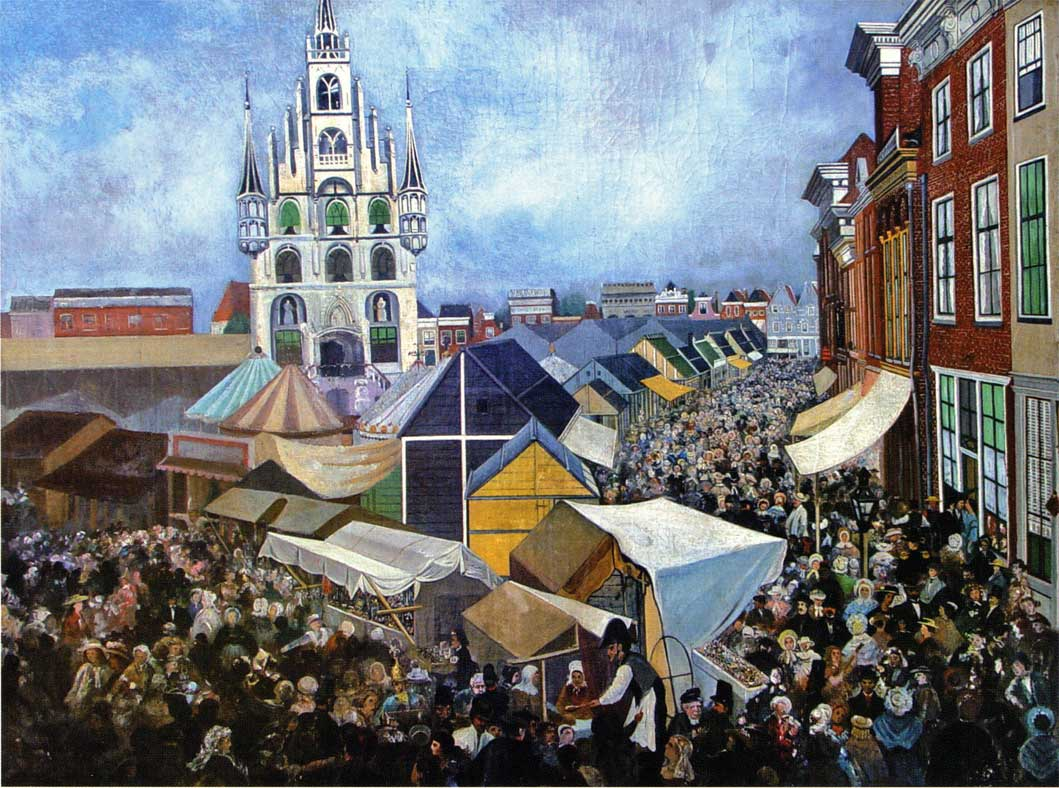
De Goudse kermis door Johannes Jacobus Bertelman

Metske was vanaf dat moment een van de vurigste aanhangers van de orangisten in Gouda en liet dat ook duidelijk merken in zijn preken. Na de komst van de Pruisen in 1787 werden ook in Gouda woningen van vooraanstaande patriotten geplunderd. Per vergissing werd ook Metske het slachtoffer van deze plunderingen.
Metske verzette zich na 1787 met kracht tegen de terugkeer van zijn patriottisch gezinde collega's Petrus Theodorus Couperus en Jan Arent Smit, die Gouda hadden verlaten vanwege hun politieke opvattingen. De Goudse magistraat besloot echter dat beide predikanten mochten terugkeren op voorwaarde, dat zij openlijk vanaf de kansel hun steun voor de stadhouder zouden  geven. 
Uiteindelijk moest Metske in 1795 het veld ruimen, toen hij een preekverbod kreeg opgelegd en uit zijn ambt werd gezet. Protesten tegen deze maatregel leverden niets op. Zelfs de interventie van de Lodewijk van Toulon, de latere burgemeester en zoon van de patriot Martinus van Toulon, mocht niet baten. De loopbaan van Metske kwam abrupt tot een einde. Hij overleed in november 1795, het jaar van zijn afzetting.
Zijn tegelijkertijd afgezette collega ds. J.W. Bussingh werd in 1802 weer in zijn functie als predikant van Gouda hersteld. Hij liet onder het portret van zijn overleden ambtgenoot het volgende tweeregelig gedicht zetten:
Ken Christen in dit beeld, mijn ambt- en lotgenoot
't is METSKE in deugd, in kunde, in druk; in 't sterven groot